# Friedrich Wilhelm Stannebein

Friedrich Wilhelm Stannebein

Friedrich Wilhelm Stannebein (* 29. März 1816 in Dölsdorf (heute zu Zörbig); † 12. Dezember 1894 in Leipzig) war Windmüller, Wirt und Hobby-Meteorologe.

## Leben
Friedrich Wilhelm Stannebein erlernte das Müllerhandwerk und kam 1841 im Alter von 25 Jahren nach Schönefeld bei Leipzig. Hier pachtete er eine Windmühle, die in der Völkerschlacht bei Leipzig am 18. Oktober 1813 zerstört und 1826 wieder neu aufgebaut wurde. Er erhielt die Mühlenkonzession und wurde als Gemeindemitglied aufgenommen.
Im Jahre 1862 beantragte er zusätzlich die Konzession für einen „Kaffee-, Milch- und Kuchengarten im gedachten Mühlengrundstück“, das sich von der Mühle in Richtung Straße anschloss. Diese Einrichtung, die er selbst mit Backwaren versorgte, erfreute sich bald großer Beliebtheit, insbesondere auch als Ausflugsziel der Leipziger, so dass 1863 die Erlaubnis zum Ausschank von „Baierischem Bier, einem Glas Punsch oder Grog, Likör sowie von kalten Speisen“ hinzukam.
Längere Zeit gehörte er dem Schönefelder Gemeinderat an und erlangte dabei hohes Ansehen. Er war Mitbegründer des „Allgemeinen Turnvereins zu Schönefeld“ und der Turner-Krankenkasse. Er verteilte Brot an Notleidende, unterstützte Kranke und Arbeitslose, und manchem Armen erließ er seine Schulden.
1866 gab er seinen Betrieb in Schönefeld auf und zog in die Südostvorstadt Leipzigs. Die Gründe für diesen Schritt sind nicht bekannt. Die Mühle arbeitete bis 1906 und wurde 1910 abgerissen, die Gastwirtschaft bestand bis 1956. Auf dem Gelände von Mühle und Gaststätte steht heute die Postbank.

## Wetterkunde
Bereits als Windmüller hatte sich Stannebein – berufsbedingt – mit dem Wetter befasst. Er betrieb systematische Wetterbeobachtungen und registrierte Temperatur, Luftdruck und Niederschlag. Diese Arbeiten gipfelten in seinem Buch „Volkstümliche Wetterkunde“.
Er bemühte sich um Wettervorhersagen und stellte dazu Regeln auf, von denen z. B. zwei lauteten
- Schlägt der Wind links z. B. von West nach Süd, so folgt am nächsten Tage schönes Wetter.
- Wehen bei hellem Himmel anhaltend südliche Winde, so folgt spätestens in 72 Stunden Regen oder starker Wind.[1]

Er erkannte die Notwendigkeit flächendeckender Wetterbeobachtungen und forderte bereits 1860 die Anlage eines Netzes von Wetterbeobachtungsstationen über ganz Europa. Er empfahl die Erforschung der höheren Wolkenschichten, denen er höchste Bedeutung beimaß, durch geschulte Kräfte mittels Ballon.
Ab Mitte der 1860er-Jahre erarbeitete er als freiwilliger Mitarbeiter Wettervorhersagen für die Leipziger Tageszeitungen (1865/66 Leipziger Nachrichten, 1867–1886 Leipziger Tageblatt, danach Generalanzeiger). Man kann ihn als Wegbereiter der modernen Meteorologie ansehen.
Stannebein erkannte auch die Bedeutung sauberen Trinkwassers für die Bevölkerung und propagierte schon in Schönefeld den Bau von Trinkwasserleitungen mit gesundem Grundwasser. Dazu verfasste er ein Buch mit dem Titel „Grundquellenwasserstand in seiner wichtigen Bedeutung für Landwirte, Geschäftsleute sowie für die allgemeine Volkswohlfahrt“.

## Ehrung
Im Jahre 1910 gab die Gemeinde Schönefeld dem Platz, an dem heute die Gorkistraße, die Hermann-Liebmann-Straße, die Paul-Heyse-Straße, die Schönefelder Allee und die Waldbaurstraße zusammentreffen und an den westlich angrenzend die Gaststätte „Zur Windmühle“ gestanden hat, den Namen Stannebeinplatz, der bis heute beibehalten wurde.